# Тетрагидридоборат калия
Тетрагидридоборат калия — неорганическое соединение, 
комплексный смешанный гидрид калия и бора с формулой K[BH4],
бесцветные кристаллы,
растворяется в воде.

## Получение
- Взаимодействие диборана с гидридом калия в эфире:

{\displaystyle {\mathsf {B_{2}H_{6}+2KH\ {\xrightarrow {\ }}\ 2K[BH_{4}]}}}
- Взаимодействие гидрида калия с галогенидами бора:

{\displaystyle {\mathsf {BCl_{3}+4KH\ {\xrightarrow {\ }}\ K[BH_{4}]+3KCl}}}

## Физические свойства
Тетрагидридоборат калия образует бесцветные кристаллы.
Растворяется в воде, жидком аммиаке.

## Химические свойства
- Медленно реагирует с водой:

{\displaystyle {\mathsf {K[BH_{4}]+4H_{2}O\ {\xrightarrow {\ }}\ KOH+B(OH)_{3}+4H_{2}\uparrow }}}